# جون كروم
جون كروم (بالإنجليزية: John Krum)‏ هو سياسي أمريكي، ولد في 10 مارس 1810 في هيلسديل في الولايات المتحدة، وتوفي في 13 سبتمبر 1883 في سانت لويس في الولايات المتحدة. حزبياً، نشط في الحزب الديمقراطي.